# Vodní elektrárna Slapy
Vodní elektrárna Slapy je umístěna na vodní nádrži Slapy na Vltavě, asi 25 km jižně od Prahy. Patří mezi první elektrárny budované po II. světové válce. Byla budována od roku 1949 a spuštěna do provozu v roce 1956.

## Technická data
Elektrárna využívá gravitační hráze, tj. hráze stojící a udržované na daném místě vlastní vahou. Hráz je posazena na místě zvaném Svatojánské proudy do skalních stěn v úzké soutěsce. Na hrázi jsou dobře patrná čtyři přelivová pole s uzávěry 15x8 m, která slouží k odtoku vody v čase povodní. Kromě toho má hráz dvě základové výpusti Johnson pro prvotní fázi odtoku vody v případě zvýšení hladiny vody v horní nádrži v období silných dešťů.
V elektrárně jsou instalované tři Kaplanovy turbíny pro spád 56 metrů o celkovém výkonu 3 x 48 MW. Voda je přiváděna k turbínám třemi ocelovými přivaděči o průměru 5 m uzavíratelnými na vtoku ocelovými rychlouzávěry s hmotností 32 tun. Každý turbogenerátor má vlastní řídící systém a po přifázování do sítě jsou pomocná zařízení turbogenerátoru napájena z pomocného generátoru. Elektrická energie z generátorů o napětí 10,5 kV je vyváděna přes transformátory do rozvoden 22 a 110 kV. Tyto rozvodny se na rozdíl od jiných elektráren nacházejí přímo v hrázi elektrárny. Rozvodna 110 kV je ve venkovním provedení. Výkon z rozvoden je vyveden kabelovým kanálem na portály na kopci.
Elektrárna pokrývá především špičkové výkony a je dálkově regulována z centrálního dispečinku ve Štěchovicích. V případě havarijních stavů je však možné ovládat elektrárnu místně. Plného výkonu je elektrárna schopna dosáhnout za 136 s.